# モハメッドのラジオ
「モハメッドのラジオ」（"Mohammed's Radio"）は、アメリカ合衆国のシンガー＝ソングライターであるウォーレン・ジヴォンによる楽曲。この曲はジヴォンの1976年のアルバム Warren Zevon に収録された。この曲は A Quiet Normal Life: The Best of Warren Zevon などジヴォンの複数のグレイテスト・ヒッツ形式のアルバムも収録されている。フリートウッド・マックのメンバーのリンジー・バッキンガムとスティーヴィー・ニックスもボビー・キーズ、ボブ・グラウブ、ワディ・ワクテルらとともにこの曲のレコーディングに参加した。
ある話では曲のタイトルはジヴォンが1973年にコロラド州アスペンで見たハロウィンのパレードに触発されたものだと言われている。しかし、別の話ではジヴォンが単純に二つの単語を一緒にするのが好きだったからとも言われている。
いずれにせよ、この曲はロック・ミュージックの贖いの力から始まるが、現実逃避、文化の権号、神秘主義、そして合理性が社会の表面レベルよりも下に存在するかの概念にまで及ぶ多層的な意味を持っている。この曲にはジヴォンのトレードマークである辛辣な皮肉が含まれている。別の解釈では、この曲はロサンゼルスでの生活の否定的な描写とも言われている。
この曲は、AORラジオ局でのエアプレイを獲得したリンダ・ロンシュタットによる1978年のアルバム『ミス・アメリカ』を筆頭に他のアーティストにもカバーされている。

## 評論家の評価
音楽評論家のジョン・ロックウェルは、グリール・マーカスが編集したエッセイ集 Stranded: Rock and Roll for a Desert Island の原稿でこの曲のジヴォンによるオリジナルと、ロンシュタットのバージョンの両方にページをさき、その中でロンシュタットにとっては「芸術的な突破口」と表現している。
Philosophy Americana: Making Philosophy at Home in American Culture、Rolling Stone Interv - Rolling Stone Magazine、
All Music Guide to Rock: The Definitive Guide to Rock, Pop, and Soul  などの数多くの書籍がこの曲についての意味のあるコメントを掲載している。
簡単な参考文献によると、この曲は1995年に同じタイトルのインデペンデント映画に影響を与え、批評家のデイブ・マーシュは「ラジオに関する最高の曲」のリストの一番上に置いている。

## 参加ミュージシャン
- ウォーレン・ジヴォン – ボーカル、ピアノ
- スティーヴィー・ニックス – バッキング・ボーカル
- リンジー・バッキンガム – ギター、バッキング・ボーカル
- ボビー・キーズ – サクソフォン
- ボブ・グラウブ（英語版） – ベース・ギター
- ワディ・ワクテル – ギター
- デヴィッド・リンドレー – ラップ・スティール・ギター
- ラリー・ザック（英語版） – ドラムス、パーカッション

## スタッフ
- ジャクソン・ブラウン - プロデューサー
- ケン・カイラ（英語版） - エンジニア―